# Instituto Superior de Engenharia de Lisboa
O Instituto Superior de Engenharia de Lisboa (ISEL) é uma instituição de ensino superior na área da engenharia e da tecnologia localizada em Lisboa (Portugal) com um passado de 170 anos com atividades nos domínios do ensino, da formação profissional, da investigação e da prestação de serviços à comunidade. Está atualmente integrado no Instituto Politécnico de Lisboa.
Agrega várias áreas do conhecimento com atividades de investigação e desenvolvimento em cooperação com a indústria e serviços. Garante simultaneamente um carácter de inovação e interdisciplinaridade com uma constante ligação ao mercado da engenharia.[carece de fontes?]

## História
O Instituto Superior de Engenharia de Lisboa tem origem na mais antiga escola de engenharia em Portugal, o Instituto Industrial e Comercial de Lisboa. O Instituto Industrial e Comercial de Lisboa foi fundado por decreto Régio de D. Maria II em 30 de Dezembro de 1852. Em decreto de 16 de agosto de 1913 foi criada a Secção Secundária do Extinto Instituto Industrial e Comercial de Lisboa, em funcionamento na Escola Marquês de Pombal, ministrado os cursos secundários industrial e comercial do extinto IICL. Em 8 de setembro de 1913, por decreto Ministério de Instrução Pública , foi aprovado o regulamento da Secção Secundária do Extinto Instituto Industrial e Comercial de Lisboa.
Em 1914, por decreto do Ministério de Instrução Pública, foi substituída pela Escola de Construções, Indústria e Comércio, direcionada para ministrar cursos de nível secundário semelhantes aos anteriormente existentes no extinto Instituto Industrial e Comercial de Lisboa. Em 19 de novembro de 1914, por decreto do Ministério de Instrução Pública , foi aprovado o regulamento da ECIC. 
Em 1918, com a reorganização do ensino industrial e comercial, aprovado por decreto da Secretaria de Estado do Comércio, segundo o artigo 282º, a ECIC mudaria de nome para Instituto Industrial de Lisboa.
Em 1974, por decreto-lei do Ministério da Educação e Cultura , foi estabelecido o atual Instituto Superior de Engenharia de Lisboa (ISEL). Em 1988, por decreto-lei do Ministério da Educação, o ISEL passa a fazer parte da rede de estabelecimentos de Ensino Superior Politécnico e é integrado no Instituto Politécnico de Lisboa.
Os estatutos agora em vigor foram publicados em Despacho n.º 5452/2021, DR, II série, 31 de maio de 2021.

### Empregabilidade
Segundo dados da própria instituição a taxa de Empregabilidade dos Licenciados é de 97,5% .

## Campus
O Campus do ISEL, localizado na zona oriental de Lisboa, ocupa uma área total de cerca de 61.200 m², dos quais cerca de 20.000 m² são destinados à implantação de edifícios. Neste espaço encontram-se diversas infraestruturas académicas e de apoio, como salas de aula, laboratórios, biblioteca, auditórios, unidades alimentares, instalações desportivas, áreas da associação de estudantes e a residência estudantil Maria Beatriz, gerida pelos Serviços de Ação Social do IPL.  
O ISEL está atualmente a expandir o seu campus com a construção da residência estudantil "ISEL Carbono Zero". Este projeto inovador, financiado pelo Plano de Recuperação e Resiliência e com conclusão prevista para 2026, oferecerá cerca de 230 camas a preços acessíveis e integra-se num eco-campus urbano mais amplo. A residência adotará soluções sustentáveis, como construção bioclimática, materiais de baixo impacto ambiental, autonomia energética, florestas verticais, captação de águas pluviais e sistemas inteligentes de monitorização ambiental. 
Para o campus norte estão também planeados espaços desportivos e um HUB de investigação e formação avançada, com laboratórios tecnológicos, salas de formação, zona de incubadora de start-ups e espaços empresariais. 

## Ensino
Em concordância com a Declaração de Bolonha.

### Licenciaturas (1.º Ciclo)
- Engenharia Biomédica
- Engenharia Civil
- Engenharia Eletrónica e Telecomunicações e de Computadores
- Engenharia Eletrotécnica
- Engenharia Física Aplicada
- Engenharia Informática e de Computadores
- Engenharia Informática e Multimédia
- Engenharia Informática, Redes e Telecomunicações
- Engenharia Mecânica
- Engenharia Química e Biológica
- Matemática Aplicada à Tecnologia e à Empresa
- Tecnologias e Gestão Municipal

### Mestrados (2.º Ciclo)
- Engenharia Biomédica
- Engenharia Civil
- Engenharia da Qualidade e Ambiente
- Engenharia e Gestão Industrial
- Engenharia Eletrónica e Telecomunicações
- Engenharia Eletrotécnica
- Engenharia Informática e de Computadores
- Engenharia Informática e Multimédia
- Engenharia Mecânica
- Engenharia Química e Biológica
- Matemática Aplicada para a Indústria

### Pós-Graduações
- Conservação e Reabilitação de Construções
- Eficiência Energética e Sustentabilidade em Edifícios
- Engenharia e Gestão de Energias Renováveis
- Engenharia e Gestão de Risco de Desastres
- Engenharia Optoeletrónica e Fotónica
- Especialização em Engenharia Ferroviária
- Matemática para Ciência de Dados
- Novas Abordagens em Acústica Aplicada e Áudio
- Processos Avançados de Fabrico
- Projeto e Manutenção de Instalações Elétricas

### Outras formações
- Curso Preparatório de Matemática (para o ingresso em ciclos de estudo do tipo científico-tecnológico no Ensino Superior)
- Curso Preparatório de Física (para o ingresso em ciclos de estudo do tipo científico-tecnológico no Ensino Superior)

## Departamentos
- Engenharia Civil
- Engenharia Eletrónica e Telecomunicações e de Computadores
- Engenharia Eletrotécnica de Energia e Automação
- Engenharia Informática
- Engenharia Mecânica
- Engenharia Química
- Física
- Matemática

## Alumni
- Fernando Silva
- Fernando Santos
- Francisco Lopes

## Redes sociais
- Facebook do ISEL
- Instagram do ISEL
- Linkedin do ISEL
- Flickr do ISEL